# Gynacantha stenoptera
Gynacantha stenoptera – gatunek ważki z rodziny żagnicowatych (Aeshnidae). Znany tylko z jednego okazu – samca odłowionego w nieznanej części indonezyjskiej wyspy Jawa. Opisał go Maurits Lieftinck w 1934 roku.